# ام۲۷
ام ۲۷ تفنگ خودکار پیاده‌نظام یک تفنگ تهاجمی سبک است که برای شلیک فشنگ‌های کالیبر ۵.۵۶ میلی‌متری ناتو ساخته شده‌است. این تفنگ که توسعه یافتهٔ تفنگ هکلر و کخ اچ‌کی-۴۱۶ است، به فاصلهٔ شش سال پس از معرفی آن محصول و رفع نواقص جزئی آن در سال ۲۰۱۰ میلادی معرفی شد. سپاه تفنگداران دریایی ایالات متحده آمریکا، تعداد ۶۵۰۰ ام-۲۷ اس از آلمان خریداری کرد و جایگزین تیربار سبک ام۲۴۹ نمود. بر حسب صلاحدید مسئولان سپاه تفنگداران دریایی آمریکا، کماکان ۸۰۰۰ تا ۱۰۰۰۰ ام۲۴۹ در خدمت این نیروها قرار دارد. فرماندهی سپاه دریایی آمریکا در دسامبر سال ۲۰۱۷ اعلام کرد که همهٔ نیروهای خود را با این تفنگ تجهیز خواهد کرد و به‌طور قطع ام-۲۷ سلاح سازمانی منتخب تفنگداران دریایی آمریکا خواهد بود و ام۱۶، ام۴ کاراباین و ام۲۴۹ بازنشسته خواهند شد.

## پیش‌زمینه

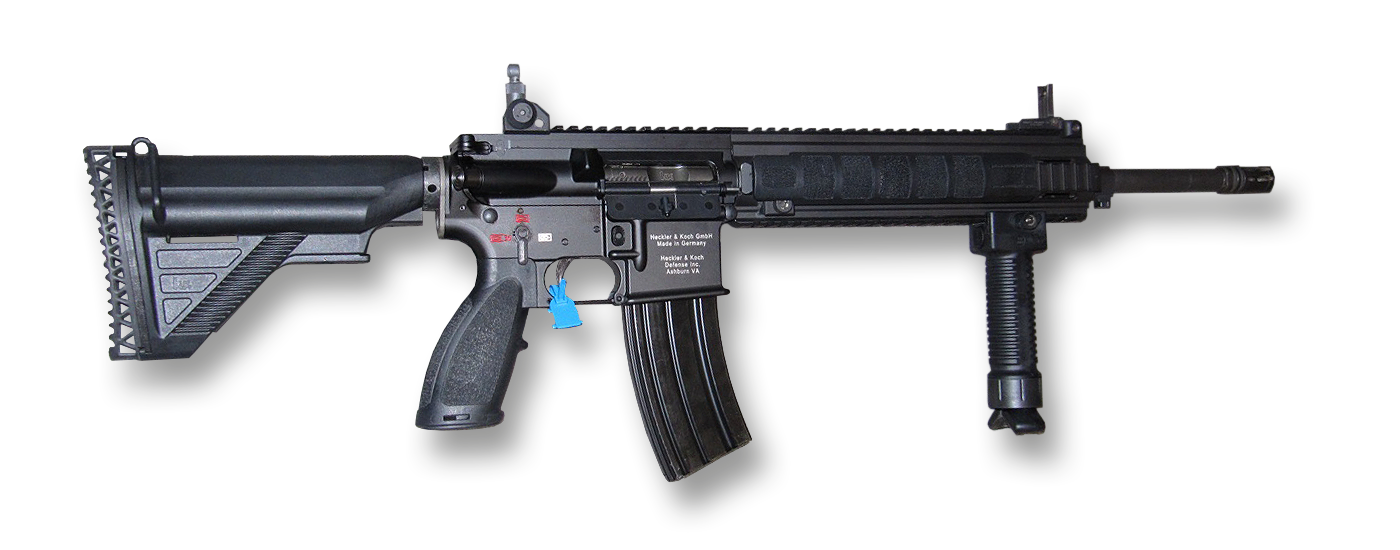
ام ۲۷ تفنگ خودکار پیاده‌نظام یک تفنگ تهاجمی سبک است

در سال ۱۹۸۵ میلادی، سپاه تفنگداران دریایی آمریکا تیربار ام۲۴۹ را برای تیربارداران خود به خدمت گرفت؛ ولی ام۲۴۹ چند مشکل داشت. وزن ام۲۴۹ بالا بود و همچنین این تیربار از قطار فشنگ بهره می‌برد و باعث می‌شد حجم و وزن مهمات افزایش یابد و تیربارداران توانایی آن را نداشته باشند که در میدان نبرد، پا به پای تفنگداران گروه خود بدوند.

## بازخوردهای میادین نبرد
این تفنگ برای اولین بار در یک نبرد واقعی توسط سپاه تفنگداران دریایی آمریکا در افغانستان مورد آزمایش قرار گرفت. ابتدا تیربارداران بخاطر ناآشنایی با این تفنگ، نسبت به آن ابراز نارضایتی کردند؛ ولی با گذشت زمان، از مزایا و سادگی در بکارگیری این تفنگ، قدردانی کردند.
در شرایطی که خشاب این تفنگ پُر باشد، وزنی برابر با ۴ کیلوگرم خواهد داشت و در مقایسه با ام-۲۴۹ که با خشاب پُر، وزنش برابر با ۱۰ کیلوگرم است، ۶ کیلوگرم تفاوت دارد که یک اختلاف وزنی بسیار چشمگیر است. سربازان اعلام کردند که این تفنگ در واقع یک تفنگ «دو در یک» است. هم توانایی آن را دارد در حالت نیمه‌خودکار با دقت بالا اهدافِ در فاصله ۸۰۰ متری را هدف قرار دهد و هم به صورت تمام‌خودکار بکار برود. 
سربازان آمریکا به دلیل شباهت ام-۲۷ با ام۴ کارابین از این تفنگ استقبال کردند و بیان کردند که ام-۲۷ نسبت به ام-۴ و ام-۱۶ خنک‌تر کار می‌کند و کمتر کثیف می‌شود. همچنین به دلیل طراحی بهتر، نیاز کمتری به تمیز کردن دوده‌های باروت سوخته ناشی از شلیک دارد. تفنگداران اذعان داشتند که دقت شلیک با این تفنگ، بسیار بیشتر از ام-۲۴۹ است و خرابی‌ها و نقص‌های فنی که قبلاً در ام۱۶ ای‌آر-۱۵ و ام۴ کاراباین مشاهده می‌شد در این تفنگ مشاهده نمی‌گردد و تفنگی بسیار قابل ستایش است.

## نسخه تیربار

خشاب درام تهی از فشنگ

خشاب درام پر از فشنگ

برای این سلاح چندمنظوره، علاوه بر خشاب ۳۰ فشنگی،‌ یک خشاب درام ۱۰۰ فشنگی نیز در نظر گرفته شده‌است که مزیت‌های بسیار زیادی نسبت به جعبهٔ فشنگ و قطار فشنگ دارد. خشاب درام دارای دو مخزن است که از راه یک باریکه به درون تفنگ خورانده می‌شود. ام۲۷ همچنین از نظر ظاهری شباهت زیادی به ام۱۶ دارد که باعث می‌شود نیروهای دشمن توانایی شناسایی سربازان تیرباردار را نداشته باشند و نتوانند با کمین کردن، تیربارداران را ابتدا مورد حمله قرار دهند تا از حجم آتش دشمن بکاهند. به این صورت نیروهای تیرباردار، قابل شناسایی نبوده و در بین تفنگداران پنهان خواهند ماند.

## نسخه تک تیرانداز
به دلیل کیفیت و دقت بالای ام-۲۷، در سال ۲۰۱۷ فرماندهان سپاه تفنگداران دریایی آمریکا تصمیم گرفتند تا برای تک‌تیراندازان خود از نسخه قوی‌تری نسبت به مدل تفنگداران استفاده کند؛ بنابراین مدل ام-۳۸ دی‌ام‌آر را به خدمت گرفت. با وجود اینکه در گذشته از ام-۲۷ به عنوان تفنگ تک‌تیراندازی هم استفاده می‌کردند، ولی با افزایش طول لوله و نصب تجهیزات تک‌تیراندازی بر روی مدل ام-۳۸، این تفنگ نسبت به ام-۲۷ برتری ویژه‌ای پیدا کرده‌است. همچنین برای یک تک‌تیرانداز داشتن ۳۰ عدد تیر در یک خشاب، به‌نوعی یک برگ برنده محسوب می‌شود.

## نگارخانه

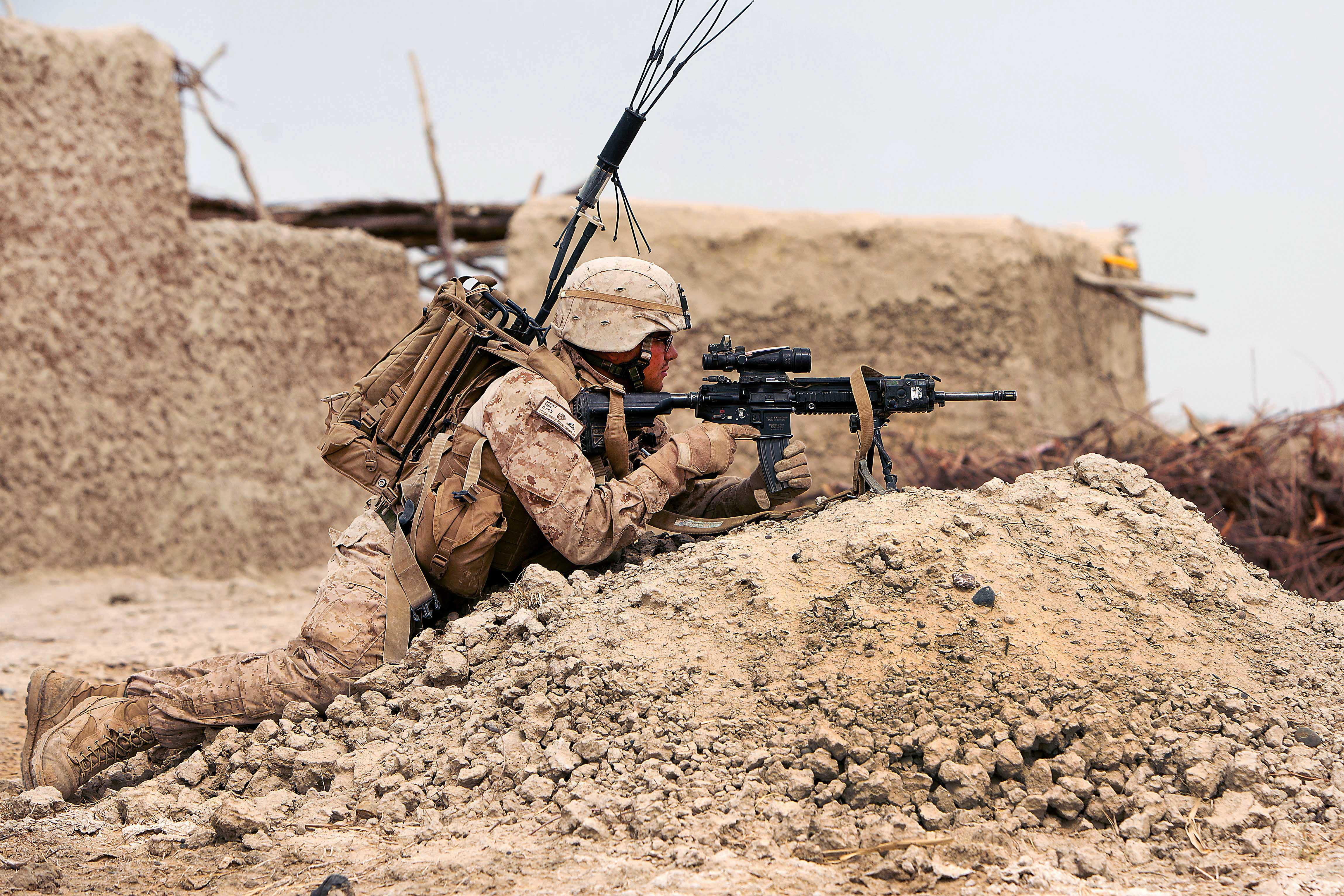
سرباز سپاه تفنگداران دریایی آمریکا در افغانستان مجهز به تفنگ ام-۲۷ به همراه سه‌پایه هریس و دوربین تاکتیکال با بزرگنمایی سه و نیم برابری
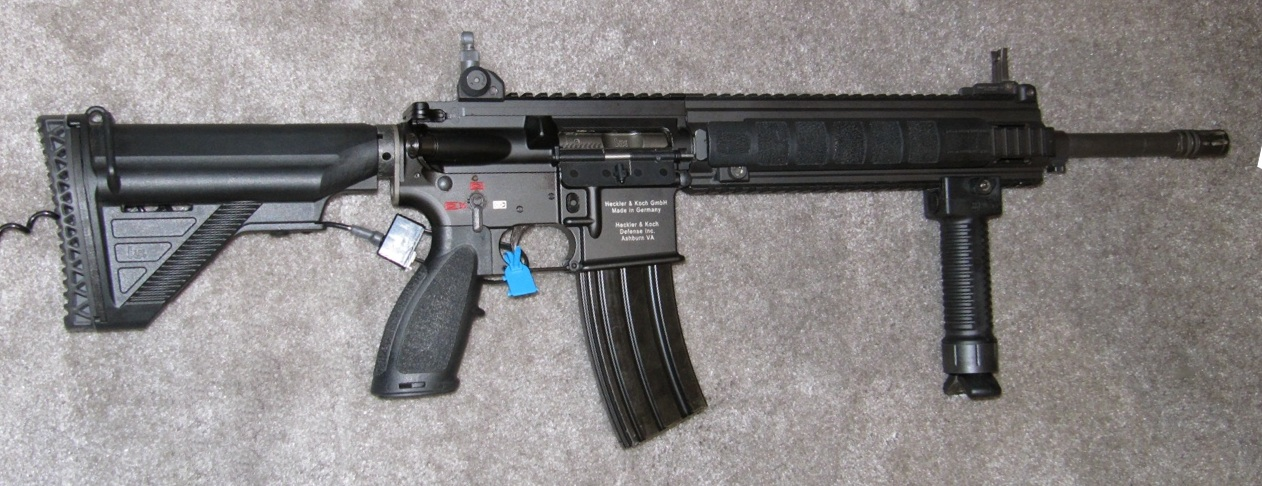
ام-۲۷ در یک نمایشگاه بین‌المللی صنایع دفاعی در سال ۲۰۱۰
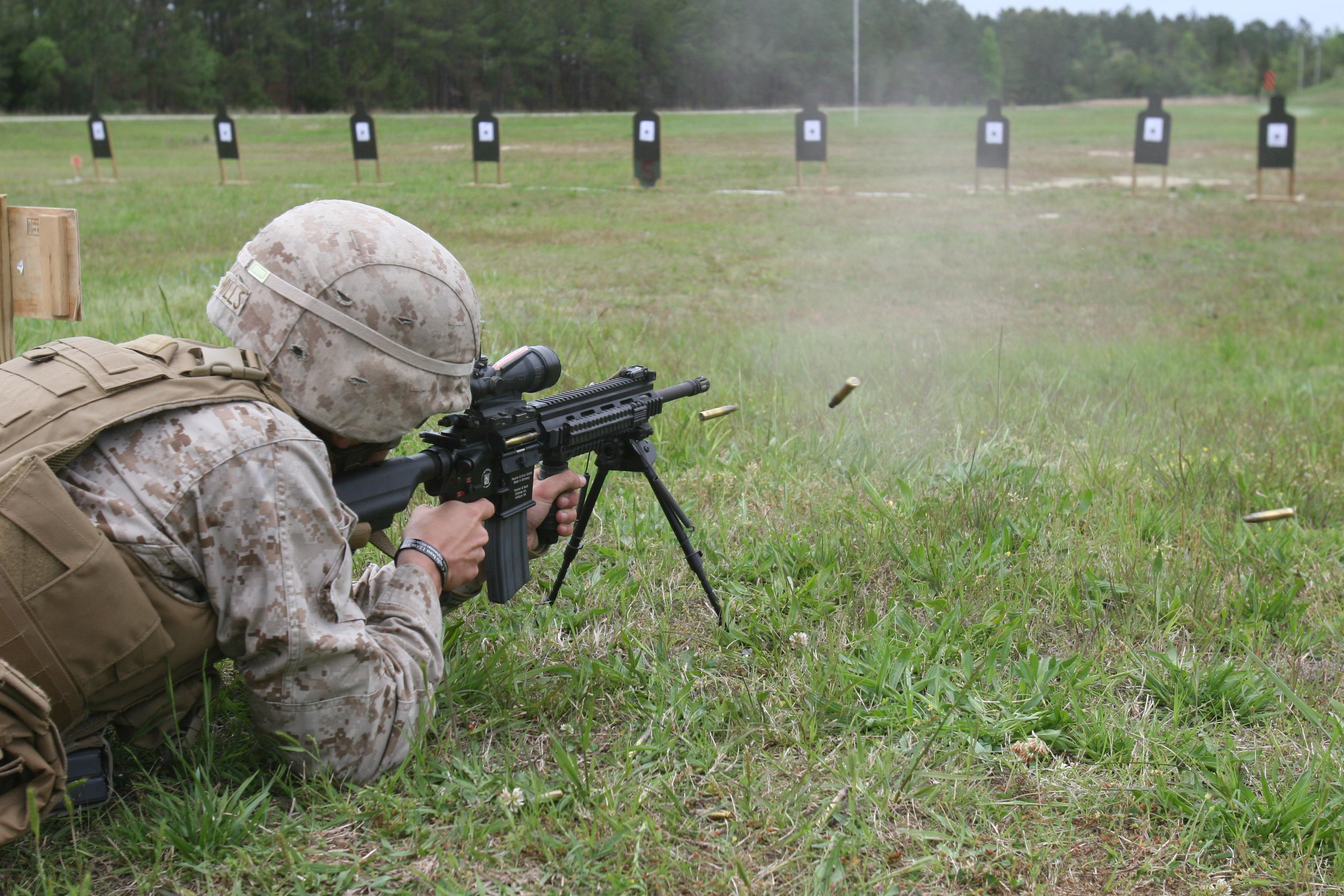
تفنگدار امریکایی در حال شلیک با ام-۲۷ به حالت تمام‌خودکار در سال ۲۰۱۲
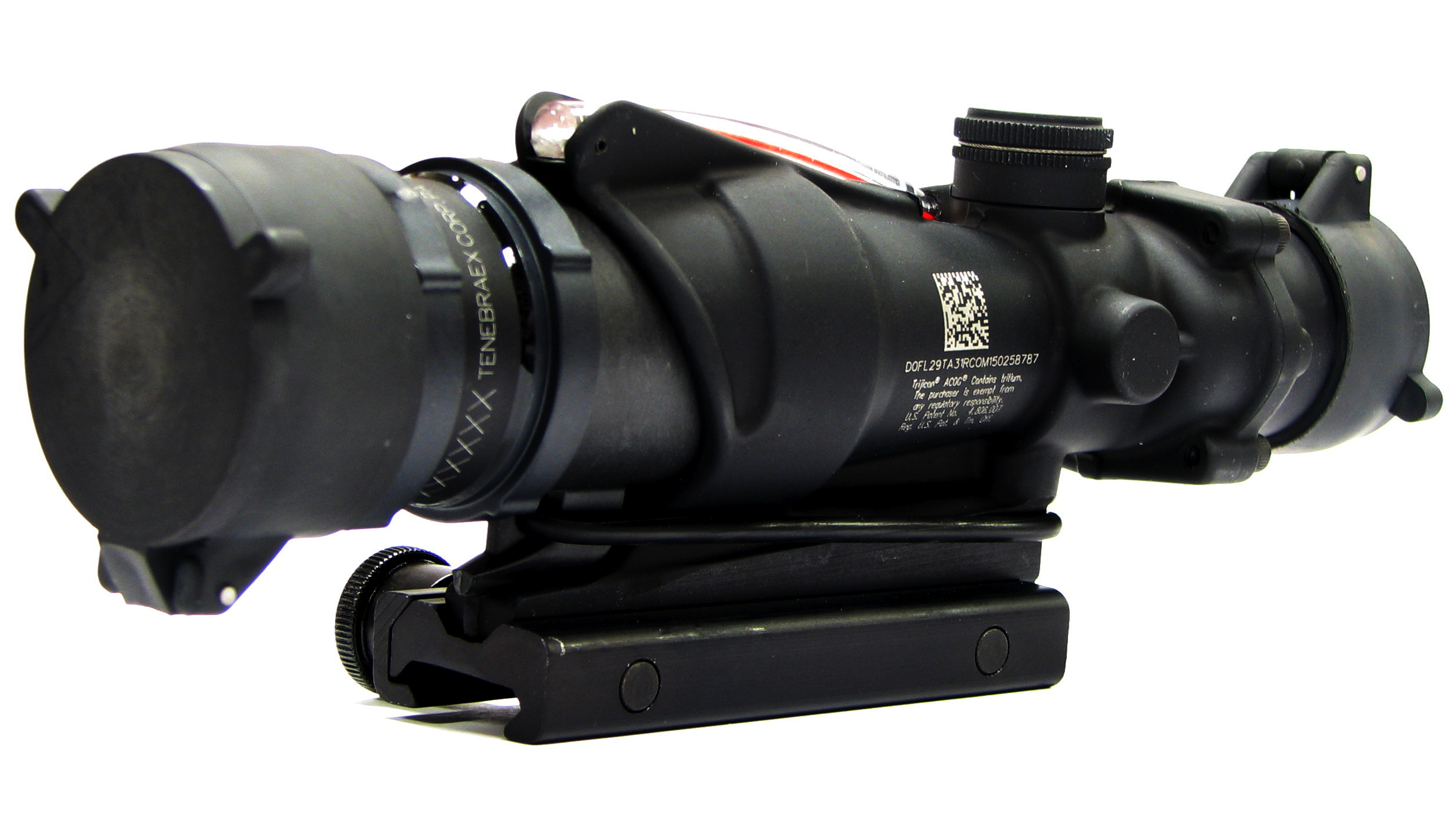
دوربین تاکتیکال ام۱۵۰